# ماري ساندمان
ماري ساندمان، المعروفة بالاسم المسرحي أنيكا وُلدت في 20 نوفمبر 1947 في اسكتلندا، وهي مغنية اسكتلندية متقاعدة. في عام 1981، تصدرت قائمة الأغاني في المملكة المتحدة بأغنية "Japanese Boy"، واشتهرت بالصورة الشرقية التي اعتمدتها لهذه الأغنية. بعد فترة وجيزة في عالم موسيقى البوب، عادت إلى استخدام اسمها الحقيقي وأعادت تأسيس نفسها كمغنية متميزة في الموسيقى التقليدية الاسكتلندية. بدأت مسيرتها الموسيقية في اسكتلندا خلال سنوات المراهقة واستمرت حتى تحقيقها لأول نجاح باسم ماري ساندمان، ولم تتخذ اسم "أنيكا" إلا في عام 1981.

## روابط خارجية
- ماري ساندمان على موقع IMDb (الإنجليزية)
- ماري ساندمان على موقع ميوزك برينز (الإنجليزية)
- ماري ساندمان على موقع ميوزك برينز (الإنجليزية)
- ماري ساندمان على موقع أول ميوزيك (الإنجليزية)
- ماري ساندمان على موقع ديسكوغز (الإنجليزية)